# Alison Brie
Alison Brie Schermerhorn (Hollywood, 1982. december 29. –) amerikai színésznő, forgatókönyvíró és filmproducer. 
Elismeréseket szerzett a Mad Men – Reklámőrültek (2007–2015), a Balfékek (2009–2015), a BoJack Horseman (2014–2020) és a GLOW (2017–2019) című televíziós sorozatokkal. Utóbbival Screen Actors Guild- és Golden Globe-jelöléseket kapott, mint legjobb színésznő.
A filmvásznon feltűnt a Sikoly 4. (2011), az Ötéves jegyesség (2012), A Lego-kaland (2014), A (sz)ex az oka mindennek (2015), a Hogyan legyünk szinglik? (2016), A katasztrófaművész (2017), A Pentagon titkai (2017) és A titkok háza (2020) című filmekben. A szintén 2020-ban bemutatott A lovas lány című lélektani drámát forgatókönyvíróként és producerként is jegyzi.

## Fiatalkora
A kaliforniai Hollywoodban született, zsidó anyától. Karrierjét a Dél-kaliforniai Zsidó Közösségi Házban kezdte. A Santa Clarita-i California Institute of the Arts művészeti iskolában tanult. 2001-ben végzett a South Pasadena-i High School színművészeti főiskolán. Mielőtt televíziós színész lett volna, születésnapi bulikon dolgozott bohócként és színházban lépett fel. Egy ideig tanult a glasgow-i Royal Scottish Academy of Music and Drama intézményben is.

## Pályafutása
Egyik első televíziós szerepe egy kezdő fodrász volt a Hannah Montana című sorozatban, majd később a My Alibi című websorozat egyik főszereplője lett. 
A Mad Men – Reklámőrültekben őt választották Trudy Campbell szerepére, emellett Annie Edison-t is ő játszotta az NBC Balfékek című vígjátéksorozatában. 2010. április 15-én társműsorvezetője volt a G4 csatorna Attack of the Show című műsorának. A Maxim magazin Hot 100-as listáján a 99. helyet érte el 2010-ben. 
Feltűnt a 2011 áprilisában bemutatott Sikoly 4. című filmben is.

## Magánélete
Férje 2017 óta Dave Franco színész, akivel több filmben is együtt szerepelt.

## Filmográfia

### Film
| Év   | Magyar cím                     | Eredeti cím                                           | Szerep                      | Magyar hang        |
| ---- | ------------------------------ | ----------------------------------------------------- | --------------------------- | ------------------ |
| 2007 |                                | Born                                                  | Mary Elizabeth Martino      |                    |
| 2007 |                                | Dickie Smalls: From Shame to Fame                     | Mya                         |                    |
| 2008 | Paraszomnia                    | Parasomnia                                            | Darcy                       |                    |
| 2008 |                                | The Coverup                                           | Grace                       |                    |
| 2010 | Málna mágia                    | Raspberry Magic                                       | Ms. Bradlee                 |                    |
| 2011 | Sikoly 4.                      | Scream 4                                              | Rebecca Walters             | Kökényessy Ági     |
| 2012 | Kapuzárás                      | Save the Date                                         | Beth                        |                    |
| 2012 | Ötéves jegyesség               | The Five-Year Engagement                              | Suzie Barnes-Eilhauer       | Bogdányi Titanilla |
| 2012 |                                | The Misadventures of the Dunderheads (Montana Amazon) | Ella Dunderhead             |                    |
| 2013 | A nyár királyai                | The Kings of Summer                                   | Heather Toy                 | Bogdányi Titanilla |
| 2014 | A Lego-kaland                  | The Lego Movie                                        | Csoda Kitty (hangja)        | Haffner Anikó      |
| 2014 | Menyasszony kerestetik         | Search Party                                          | Elizabeth                   | Csuha Bori         |
| 2015 | A (sz)ex az oka mindennek      | Sleeping with Other People                            | Elaine "Lainey" Dalton      | Kelemen Kata       |
| 2015 | Keményítőkúra                  | Get Hard                                              | Alissa Barrow               | Martin Adél        |
| 2015 |                                | No Stranger Than Love                                 | Lucy Sherrington            |                    |
| 2016 | Hogyan legyünk szinglik?       | How to Be Single                                      | Lucy                        | Bogdányi Titanilla |
| 2016 | Zűrös hétvége                  | Joshy                                                 | Rachel                      | Rádai Boglárka     |
| 2016 | Érettségi után, érettség előtt | Get a Job                                             | Tanya Sellers               | Bogdányi Titanilla |
| 2016 | Fiam nélkül soha               | A Family Man                                          | Lynn Vogel                  | Csuha Bori         |
| 2017 | Bővérű nővérek                 | The Little Hours                                      | Alessandra nővér            | Földes Eszter      |
| 2017 | A katasztrófaművész            | The Disaster Artist                                   | Amber                       | Bogdányi Titanilla |
| 2017 | A Pentagon titkai              | The Post                                              | Lally Weymouth              | Csuha Bori         |
| 2019 | A Lego-kaland 2.               | The Lego Movie 2: The Second Part                     | Csoda Kitty (hangja)        | Haffner Anikó      |
| 2019 |                                | Weathering with You (Tenki no ko)                     | Natsumi Suga (angol hangja) |                    |
| 2020 | Ígéretes fiatal nő             | Promising Young Woman                                 | Madison                     | Csuha Bori         |
| 2020 | A lovas lány                   | Horse Girl                                            | Sarah                       |                    |
| 2020 | A titkok háza                  | The Rental                                            | Michelle                    | Bogdányi Titanilla |
| 2020 | Karácsonyi meglepi             | Happiest Season                                       | Sloane Caldwell             | Bogdányi Titanilla |
| 2022 | Őrült randi Toszkánában        | Spin Me Round                                         | Amber                       | Kelemen Kata       |
| 2023 | Ismerős a múltból              | Somebody I Used to Know                               | Ally                        | Györfi Anna        |
| 2023 | Dzsungelhajsza                 | Freelance                                             | Claire Wellington           | Csuha Borbála      |
| 2025 |                                | Together                                              | Millie                      |                    |

#### Dokumentum- és rövidfilmek
| Év   | Eredeti cím           | Szerep               | Megjegyzések         |
| ---- | --------------------- | -------------------- | -------------------- |
| 2004 | Stolen Poem           | Alice                | rövidfilm            |
| 2008 | Buddy 'n' Andy        | Michelle             | rövidfilm            |
| 2008 | Salvation, Texas      | Lisa Salter          | rövidfilm            |
| 2009 | Us One Night          | Alyson               | rövidfilm            |
| 2010 | The Home Front        | Hannah               | rövidfilm            |
| 2014 | Harmontown            | önmaga               | dokumentumfilm       |
| 2014 | Lennon or McCartney   | önmaga               | dokumentum-rövidfilm |
| 2018 | Emmet's Holiday Party | Csoda Kitty (hangja) | rövidfilm            |

### Televízió
| Év        | Magyar cím              | Eredeti cím                  | Szerep                                     | Megjegyzések                                     |
| --------- | ----------------------- | ---------------------------- | ------------------------------------------ | ------------------------------------------------ |
| 2006      | Hannah Montana          | Hannah Montana               | Nina                                       | 1 epizód                                         |
| 2007      |                         | Not Another High School Show | Muffy                                      | eladatlan próbaepizód                            |
| 2007–2015 | Mad Men – Reklámőrültek | Mad Men                      | Trudy Campbell                             | 36 epizód                                        |
| 2008      | A félelem iskolája      | The Deadliest Lesson         | Amber                                      | tévéfilm                                         |
| 2009–2015 | Balfékek                | Community                    | Annie Edison                               | - 110 epizód - magyar hangja: - Czető Zsanett    |
| 2011      | Robotcsirke             | Robot Chicken                | Martha Stewart / vámpír életmentő (hangja) | 1 epizód                                         |
| 2012      |                         | NTSF:SD:SUV::                | Joanie                                     | 1 epizód                                         |
| 2012      | Amerikai fater          | American Dad!                | Lindsay (hangja)                           | 1 epizód                                         |
| 2013      |                         | High School USA!             | Miss Temple (hangja)                       | 1 epizód                                         |
| 2013      |                         | Axe Cop                      | Beautiful Girly Bobs (hangja)              | 1 epizód                                         |
| 2014      |                         | Comedy Bang! Bang!           | önmaga                                     | 1 epizód                                         |
| 2014–2020 | BoJack Horseman         | BoJack Horseman              | Diane Nguyen / több szereplő hangja        | - 77 epizód - magyar hangja: - Nemes Takách Kata |
| 2016      | Pedagógerek             | Teachers                     | Lauren Lark                                | - 1 epizód - vezető producer                     |
| 2016      |                         | Doctor Thorne                | Martha Dunstable                           | 3 epizód                                         |
| 2017      |                         | Dr. Ken                      | önmaga                                     | 1 epizód                                         |
| 2017–2019 |                         | GLOW                         | Ruth Wilder                                | - főszereplő (30 epizód) - rendező (1 epizód)    |
| 2019      | Tömény történelem       | Drunk History                | Thea Spyer                                 | 1 epizód                                         |
| 2020      |                         | Make It Work!                | önmaga                                     | különkiadás                                      |
| 2020      |                         | Marvel's 616                 | nem szerepel                               | - dokumentumsorozat - rendező (1 epizód)         |
| 2021      | Star Wars: Látomások    | Star Wars: Visions           | Am (hangja)                                | 1 epizód                                         |

## Fordítás
- Ez a szócikk részben vagy egészben az  Alison Brie című angol Wikipédia-szócikk ezen változatának fordításán alapul.  Az eredeti cikk szerkesztőit annak laptörténete sorolja fel. Ez a jelzés csupán a megfogalmazás eredetét és a szerzői jogokat jelzi, nem szolgál a cikkben szereplő információk forrásmegjelöléseként.